# Clayton Ramparts
Die Clayton Ramparts sind eine Reihe ostwestlich ausgerichteter Felsenkliffs im ostantarktischen Coatsland. Sie ragen mit über 1600 m Höhe am Südrand des Fuchs Dome bzw. als nördliche Ausläufer der Stephenson Bastion in der Shackleton Range auf.
Erstmals vermessen wurden sie 1957 von Teilnehmern der Commonwealth Trans-Antarctic Expedition (1955–1958) unter der Leitung des britischen Polarforschers Vivian Fuchs. Luftaufnahmen durch die United States Navy folgten 1967. Dem schloss sich eine weitere Vermessung durch den British Antarctic Survey zwischen 1968 und 1971 an. Das UK Antarctic Place-Names Committee benannte sie 1972 nach Charles Allen Clayton (* 1936), Geodät des British Antarctic Survey auf der Halley-Station zwischen 1969 und 1971.